# 安德鲁斯 (南卡罗来纳州)
安德鲁斯（英文：Andrews），是美国南卡罗来纳州下属的一座城市。城市类型是“Town”。其面积大约为2.21平方英里（5.71平方公里）。根据2010年美国人口普查，该市有人口2,861人，人口密度约为每平方 英里1,297.51人（约合每平方公里500.99人）。